# España en los Juegos Olímpicos de Sochi 2014
España estuvo representada en los Juegos Olímpicos de Sochi 2014 por un total de 20 deportistas (14 hombres y 6 mujeres) que compitieron en 7 deportes. El portador de la bandera en la ceremonia de apertura fue el patinador Javier Fernández.
Responsable del equipo olímpico fue el Comité Olímpico Español (COE), así como las dos federaciones nacionales representantes de los deportes con participación: la Federación Española de Deportes de Hielo y la Real Federación Española de Deportes de Invierno. El equipo olímpico español no obtuvo ninguna medalla en estos Juegos.

## Diplomas olímpicos
En total se consiguieron dos diplomas olímpicos, uno de cuarto y otro de séptimo puesto.
| Nombre           | Deporte            | Competición      |
| ---------------- | ------------------ | ---------------- |
| 4.°              |                    |                  |
| Javier Fernández | Patinaje artístico | Individual M     |
| 7.°              |                    |                  |
| Lucas Eguibar    | Snowboard          | Campo a través M |

## Participantes por deporte
De los 15 deportes que el COI reconoce en los Juegos Olímpicos de invierno, se contó con representación española en 7 deportes (en bobsleigh, curling, combinado nórdico, hockey sobre hielo, luge, patinaje de velocidad, patinaje de velocidad en pista corta y saltos en esquí no se obtuvo la clasificación).
| N.º | Deporte            | H  | M | T  |
| 1   | Biatlón            | 1  | 1 | 2  |
| 2   | Esquí acrobático   | 0  | 1 | 1  |
| 3   | Esquí alpino       | 4  | 1 | 5  |
| 4   | Esquí de fondo     | 2  | 1 | 3  |
| 5   | Patinaje artístico | 3  | 1 | 4  |
| 6   | Skeleton           | 1  | 0 | 1  |
| 7   | Snowboard          | 3  | 1 | 4  |
|     | TOTAL              | 14 | 6 | 20 |

## Deportistas
En el listado siguiente se enumeran alfabéticamente los atletas que conformaron el equipo olímpico español por deportes, las competiciones en las que participaron y su resultado.
| Atleta                  | Competición              | Fecha              | Marca        | Puesto |
| ----------------------- | ------------------------ | ------------------ | ------------ | ------ |
| Biatlón                 |                          |                    |              |        |
| Víctor Lobo             | Velocidad 10 km          | 8 de febrero       | 28:53,3      | 84     |
| Víctor Lobo             | Individual 20 km         | 13 de febrero      | 57:22,8      | 72     |
| Victoria Padial         | Velocidad 7,5 km         | 9 de febrero       | 23:21,5      | 52     |
| Victoria Padial         | Persecución 10 km        | 11 de febrero      | 34:30,3      | 46     |
| Victoria Padial         | Individual 15 km         | 14 de febrero      | 50:48,5      | 54     |
| Esquí acrobático        |                          |                    |              |        |
| Katia Griffiths         | Halfpipe                 | 20 de febrero      | 56,60 pts.   | 16     |
| Esquí alpino            |                          |                    |              |        |
| Pol Carreras            | Eslalon gigante          | 19 de febrero      | NF           | –      |
| Pol Carreras            | Eslalon                  | 22 de febrero      | NF           | –      |
| Paul de la Cuesta       | Descenso                 | 9 de febrero       | 2:09,46      | 28     |
| Paul de la Cuesta       | Supercombinada           | 14 de febrero      | 2:52,06      | 22     |
| Paul de la Cuesta       | Supergigante             | 16 de febrero      | NF           | –      |
| Paul de la Cuesta       | Eslalon gigante          | 19 de febrero      | 2:53,26      | 36     |
| Carolina Ruiz           | Descenso                 | 12 de febrero      | NF           | –      |
| Carolina Ruiz           | Supergigante             | 15 de febrero      | NF           | –      |
| Alex Puente             | Eslalon gigante          | 19 de febrero      | NF           | –      |
| Alex Puente             | Eslalon                  | 22 de febrero      | 1:59,45      | 32     |
| Ferrán Terra            | Descenso                 | 9 de febrero       | 2:11,43      | 34     |
| Ferrán Terra            | Supercombinada           | 14 de febrero      | 2:53,54      | 25     |
| Ferrán Terra            | Supergigante             | 16 de febrero      | DSC          | –      |
| Ferrán Terra            | Eslalon gigante          | 19 de febrero      | NF           | –      |
| Esquí de fondo          |                          |                    |              |        |
| Javier Gutiérrez        | 15 km + 15 km skiatlón   | 9 de febrero       | 1:16:01,0    | 58     |
| Javier Gutiérrez        | 15 km individual         | 14 de febrero      | 43:43,9      | 63     |
| Javier Gutiérrez        | 50 km salida en grupo    | 23 de febrero      | 1:53:02,5    | 47     |
| Laura Orgué             | 7,5 km + 7,5 km skiatlón | 8 de febrero       | 40:46,5      | 25     |
| Laura Orgué             | 10 km individual         | 13 de febrero      | 30:48,0      | 28     |
| Laura Orgué             | 30 km salida en grupo    | 22 de febrero      | 1:12:37,3    | 10     |
| Imanol Rojo             | 15 km + 15 km skiatlón   | 9 de febrero       | 1:13:40,4    | 50     |
| Imanol Rojo             | Velocidad                | 11 de febrero      | 3:48,44      | 60     |
| Imanol Rojo             | 15 km individual         | 14 de febrero      | 42:45,4      | 50     |
| Imanol Rojo             | 50 km salida en grupo    | 23 de febrero      | 1:49:21,9    | 33     |
| Patinaje artístico      |                          |                    |              |        |
| Javier Fernández        | Individual               | 13 y 14 de febrero | 253,92 pts.  | 4      |
| Javier Raya             | Individual               | 13 y 14 de febrero | 59,76 pts.   | 25     |
| Sara Hurtado Adrià Díaz | Danza sobre hielo        | 16 y 17 de febrero | 146,97 pts.  | 13     |
| Skeleton                |                          |                    |              |        |
| Ander Mirambell         | Individual               | 14 y 15 de febrero | 2:56,10      | 26     |
| Snowboard               |                          |                    |              |        |
| Queralt Castellet       | Halfpipe                 | 12 de febrero      | 61,75 pts.   | 11     |
| Lucas Eguibar           | Campo a través           | 18 de febrero      | Final B      | 7      |
| Laro Herrero            | Campo a través           | 18 de febrero      | 1/8 de final | 33     |
| Regino Hernández        | Campo a través           | 18 de febrero      | 1/4 de final | 21     |

- NF – No finalizó.
- DSC – Descalificado.